# Pinezka

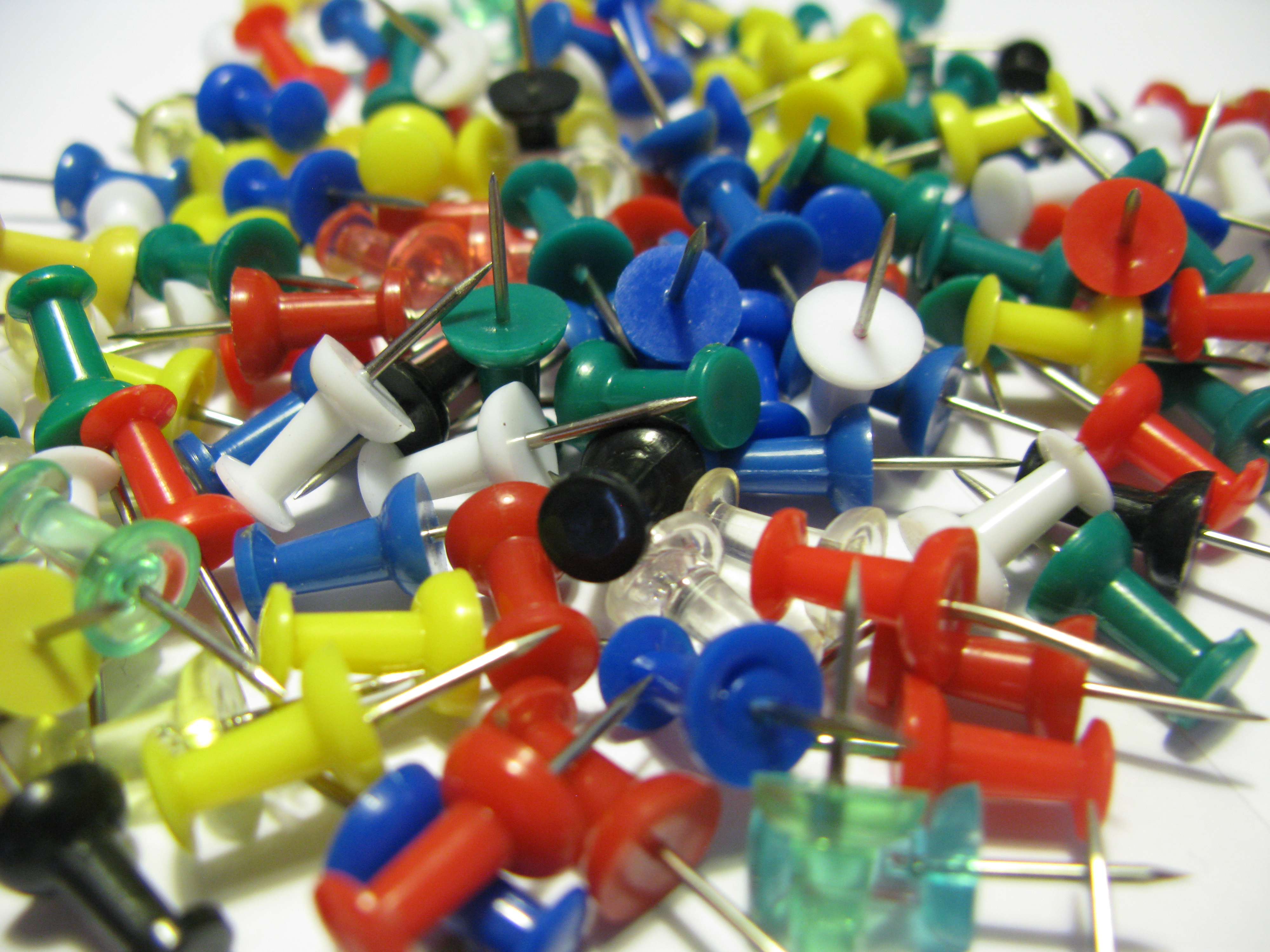
Pinezki z główkami z tworzywa sztucznego

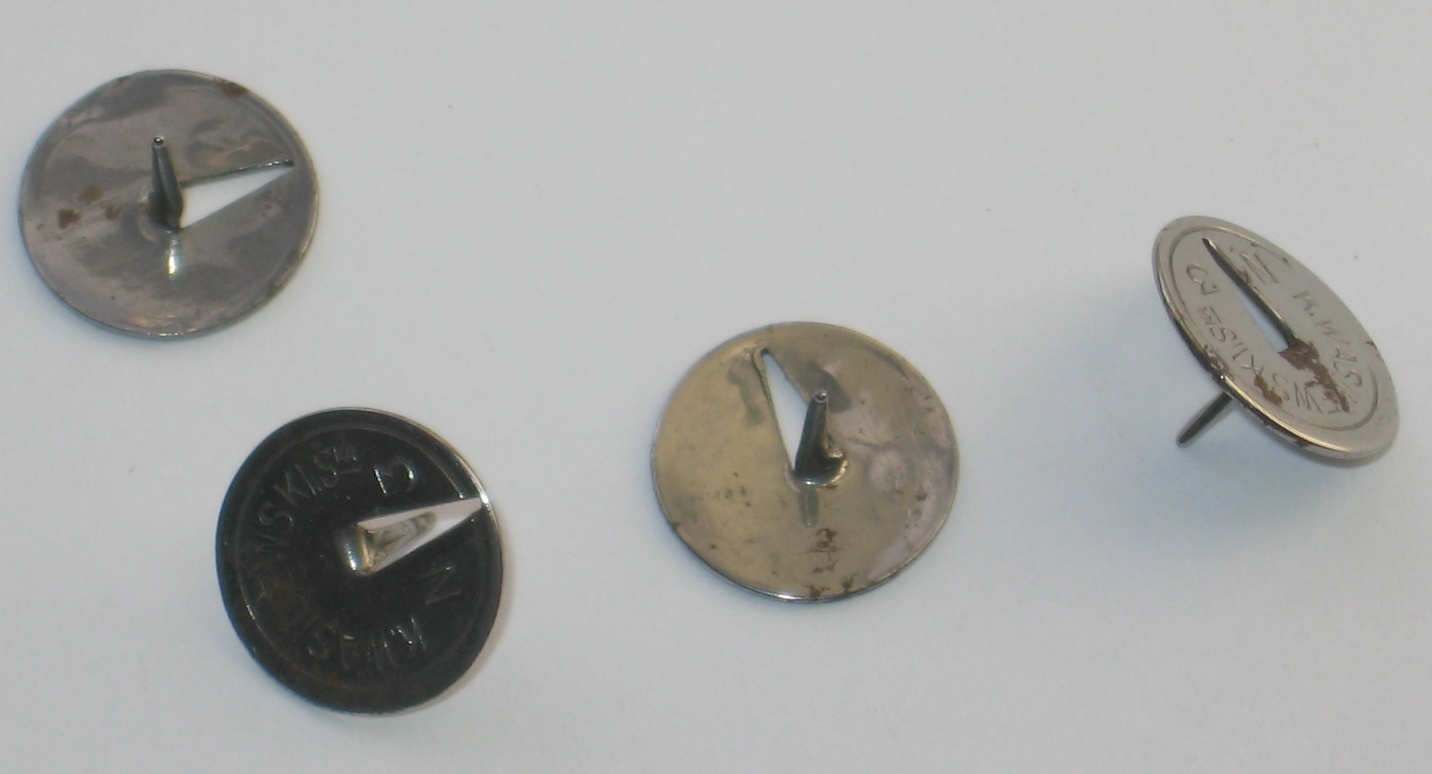
Pinezki w najprostszym wykonaniu, z krążka blachy

Pinezka, pineska (pluskiewka) – krótki gwoździk lub szpilka (z ostrzem długości nieprzekraczającej 6, rzadziej 10 milimetrów) z dużą główką, metalową lub z tworzywa sztucznego, często płaską, umożliwiającą wciśnięcie pinezki w miękkie podłoże (np. z tektury, korka lub miękkiego drewna) bez użycia młotka, samymi palcami i – co często ważniejsze – również wyciągnięcie jej bez użycia żadnych narzędzi.
Najprostszym rodzajem pinezki jest wykonana z krążka blachy z ostrzem w kształcie litery V wyciętym z łebka i odgiętym pod kątem 90 stopni, jak na ilustracji z lewej strony. Jeśli główka pinezki wykonana jest z plastiku, to zazwyczaj do wyboru są wersje w różnych kolorach, jak na ilustracji z prawej strony u góry.
Używana najczęściej do przypinania kartek papieru z informacjami na tablicach ogłoszeń, do wpinania w widocznych miejscach (na drzwiach, futrynach itp.) wszelkiego rodzaju notatek itp.
Niektóre źródła podają, że pinezka została wynaleziona między 1902 a 1903 r. w miejscowości Lychen (powiat Uckermark) w Niemczech, a wynalazcą był zegarmistrz Johann Kirsten, który swój pomysł sprzedał za niewielkie pieniądze Otto Lindstedtowi, a ten uzyskał patent 8 stycznia 1904 r., w krótkim czasie zdobywając fortunę. W innych źródłach podawany jest rok 1900 i wynalazca Edwin Moore, jeszcze inne przesuwają ten wynalazek do Austrii i na rok 1888, przypisując go fabrykantowi Heinrichowi Sachsowi.
Szpilki do wkłuwania w mapy są bezpieczniejsze od typowych pinezek, bowiem kiedy upadną, nie ma możliwości, by zajęły pozycję ostrzem skierowanym pionowo do góry.